# Jubelfest-Marsch

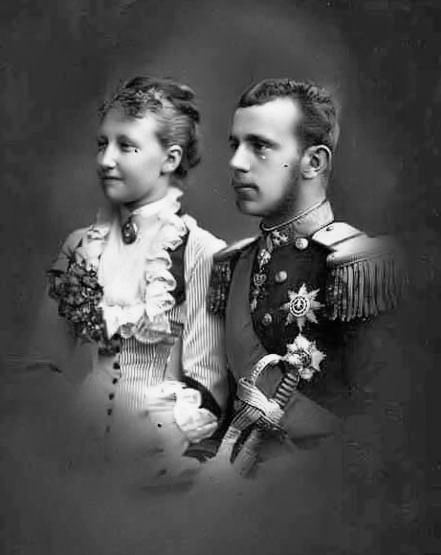
Rodolfo d'Asburgo-Lorena e Stefania del Belgio

Jubelfest-Marsch op. 396, è una marcia di Johann Strauss (figlio).
Il clima di attesa, che aveva accompagnato Vienna per settimane, raggiunse il suo apice il 10 maggio 1881.
In questo giorno l'unico erede del grande Impero austro-ungarico, il figlio dell'imperatore, Rodolfo sposò la  principessa Stefania del Belgio con una sfarzosa cerimonia all'Augustinerkirche (Chiesa degli agostiniani) a Vienna.
Un anno prima, 199 membri dei Wiener Männergesang-Verein (Associazione corale maschile di Vienna), in Belgio, nel castello di Laeken, si esibirono dinanzi alla giovane coppia e alla famiglia reale belga.
Prevedibilmente, sia Johann Strauss che suo fratello Eduard furono in prima linea a rendere omaggio alla regale coppia di sposi; Eduard con il suo valzer Schleier und Krone (Velo e corona) Op. 200, e Johann con due brani corali: il valzer Myrthenblüten Op. 395 e la grandiosa Jubelfest-Marsc" Op. 396.
Johann stesso diresse la prima esecuzione di quest'ultimo lavoro al Theater an der Wien il 10 maggio 1881 (il giorno delle nozze).
Anche se Richard Genée, colibrettista di diverse operette di Strauss, scrisse per la marcia un testo per coro maschile, quest'ultima venne eseguita dalla sola orchestrale. Un'altra esecuzione solamente orchestrale della marcia, che si sarebbe dovuta svolgere nel pomeriggio nel Volksgarten con l'orchestra Strauss sotto la direzione di Eduard, fu rinviata al 13 maggio a causa delle intemperie.